# 若野桂
若野 桂（もしの かつら、Katsura Moshino、1968年1月5日 - ）は、日本の芸術家、イラストレーター、グラフィックデザイナー、アートディレクター、映像作家である。
若野桂制作室（OFFICE 1980）代表、元名古屋工業大学プロジェクト准教授。

## 人物・経歴
米ナイキ、仏エヴィアン、日ソニーをはじめとする企業のCMや製品デザイン、９０年代の伝説的ダンスミュージックアーティストとのコラボレーションなどを多数手がける国際的クリエーター。（出典：若野桂LINE BLOG）
1990年初頭、イギリスで発売されたオムニバス・アルバム「United Future Organization presents MULTI DIRECTION」のイラストレーションを手がけ、逆輸入的に日本で、マンディ満ちる、モンドグロッソ、DJ KRUSH、birdなど数々のアーティストのフライヤーやCDジャケットを手がける。
ファッションブランド、VIVA YOU（ビバ・ユー）の広告キャンペーンの女性向けなキャラクター展開。サントリーの飲料「CCレモン・モシノグッズ・キャンペーン」を手がける。
1998年、日本人で初のNIKEのバスケットボール広告の北米キャンペーンのイラストレーターに抜擢。「URBAN ATTACK」と題されたこのNIKEのキャンペーンは、北米とイタリアの街中が若野のビルボード広告で埋め尽くされ、スモーキーなピンク色は「モシノ・ピンク」と命名され、「Japanese twist（日本人のヒネリ）」と評された。また、このNIKEキャンペーンでは、P-FUNKの総帥ジョージ・クリントンによってレコード制作が行われ、音楽とキックス（NIKEのバスケットシューズ）とバスケットボールとブラックカルチャー／ヒップホップカルチャーに根付いた内容のキャンペーンであった。
1999年 - 2000年、NIKEバスケットボールのアジアおよび北米における「PLAYER'S DElIGHT」キャンペーンのアートワーク担当及び企画参加。実在するNBAのアスリートを若野がキャラクター化し、ビルボード広告や街中の広告、そして、若野キャラクターがアニメーションになってラップをするTVCMが展開された。日本版のTVCMは、日本のラッパーである、ZEEBRA、TWIGY、DEV LARGEを採用、3者によって限定レコードもレコーディングされ、高値プレミアものとなっている。また、TVCMはアメリカにおけるTVCM専用のポータルサイトでのチャートで、初登場14位という記録を得る。
オリジナル作品をビデオミキサーを使用して映像ミックスをするVJとしても活動、芝浦GOLDでのDJ小林径のバースデーパーティ、United Future Organization が主催していたマンスリーパーティ「JAZZIN'」、大型音楽フェスティバル「レインボー2000」でのオーディオ・アクティブのVJ、当時新宿歌舞伎町にあったリキッドルームで展開されていた数々のイベントのVJを担当していた若野と宇川直宏と、そして後に登場した生西康典は、VJムーブメントを形成したオリジネイターの一人である。
また映像作家として、TBSテレビ「うたばん」のCMキューの映像制作、モード学園TVCM、オーディオ・アクティブのミュージック・クリップなどを監督制作などするなか、2001年にシカゴからリリースされた竹村ノブカズのシングル「sign」のために制作した映像が評価を受け、アメリカはじめ、イタリア、スペイン、プエルトリコ、イラン等のインディな映画祭に招待上映され、世界的に映像作家として脚光を浴びる。
2003年、アメリカがイラク戦争を開始した3日後のニューヨークでのDJ KRUSHのライブにVJで「NO MORE WAR」と飛び入り参加。2004年、音楽フェスティバルMETAMORPHOSEのThe Orb（ジ・オーブ）のVJを担当し、後にThe Orbヨーロッパ・ツアーのオフィシャル映像を手がける。nobodyknows+の「ココロオドル」ミュージッククリップなど、映像作品は脚本やカメラ、アニメーション作成から監督、編集に至るまでの行程を全て一人で担当する。
2001年、東芝社の電子レンジMEKOOR、SAZABYのバッグ、SONY社のロボットAIBO（ラッテとマカロン、31Xシリーズ）など、プロダクト・デザイン（工業デザイン）も行う。雑誌『カーサ・ブルータス』が行った世界の著名キュレーター達を迎えて日本の優れたプロダクトを選出する企画で、aibo（ラッテ）が1位に選ばれた。グッドデザイン賞受賞、日経デザイン賞銅賞受賞。
1999年、NHKのテレビ番組「トップランナー」に出演。番組内でDJ KRUSHのDJをバックに、ライブ・ペインティングをメディアで披露。
2000年 - 2004年、キヤノン社の世界規模の公募キヤノン・デジタル・クリエーターズ・コンテストにて、グラフィック部門の審査員をイギリスのTOMATOと担当。その他、ビューティーン・ヘアカラー、エビアンのボトルパッケージ、広告、TVCM、映像、グッズ・デザイン等など、多才に多範囲にて活動中。
元国立大学法人名古屋工業大学プロジェクト准教授。

## 著書
- Moshino's works for Girl studio　若野桂グラフィックワークス （河出書房）ISBN 4309902804
- RAW COMMUNICATION　ロウ・コミュニケーション （晶文社）ISBN 4794966806
- AIBO BOOK　アイボ・ブック（ソニーマガジンズ）ISBN 4789717453
- DOGS　ドッグス／キース・ヘリング著　日本語翻訳 （ソニーマガジンズ）ISBN 4789717364

## 展示歴
- 1998年「GO GO GO SHOW」（渋谷パルコギャラリー）NYのイラストレーター、マイケル・エコノミーとの二人展
- 2000年　個展「DISCOGRAPHY」（名古屋パルコギャラリー）
- 2001年　個展「Chilling Madness for Sweeties」（キヤノン・ワンダーミュージアム）
- 2002 - 2003年「VS　ヴァーサス展」（パルコミュージアム）、「UP ON OUR SLEEVE」（LA、日本、ロンドン、他）、「MY ADIDAS EXHIBITION」（日本、パリ、ロンドン、LA、NY、他）
- 2004 - 2006年「HIDE AND SEEK」（香港、シンガポール他）
- 2006年　個展「RAW」（大阪）

他グループ展多数

## 受賞歴
- グッドデザイン賞
- 日経デザイン賞「銅賞」
- アメリカンイラストレーション賞
- アジアデザインアワード「パッケージ部門」受賞
- スペースシャワーTVビデオミュージックアワード「ブレイクスルー賞」

他多数